# Bayérite
La bayérite est un minéral de la classe des oxydes de composition Al(OH)3, de couleur blanche, translucide. C'est l'un des polymorphes de l'hydroxyde d'aluminium, avec la gibbsite, la doyleite et la nordstrandite.

## Inventeur et étymologie
Ce composé artificiel pourrait avoir été ainsi nommé en l'honneur du métallurgiste allemand Karl Josef Bayer (1847-1904). Par extension, cette dénomination est devenue par la suite celle du minerai naturel.

## Formation et gisements
Il a été découvert dans la formation Hatrurim (en), dans le désert du Néguev en Israël. Ensuite, il a également été décrit en Argentine, aux États-Unis, en Angleterre, en Allemagne, en Grèce, en Pologne, en Russie, en Iran, en Chine, en Malaisie, en Australie et en Nouvelle-Zélande.